# Cornish (Utah)
Cornish és una població dels Estats Units a l'estat de Utah. Segons el cens del 2000 tenia 259 habitants.

## Demografia
Segons el cens del 2000, Cornish tenia 259 habitants, 73 habitatges, i 61 famílies. La densitat de població era de 20,7 habitants per km².
Dels 73 habitatges en un 52,1% hi vivien nens de menys de 18 anys, en un 75,3% hi vivien parelles casades, en un 8,2% dones solteres, i en un 15,1% no eren unitats familiars. En el 9,6% dels habitatges hi vivien persones soles el 5,5% de les quals corresponia a persones de 65 anys o més que vivien soles. El nombre mitjà de persones vivint en cada habitatge era de 3,55 i el nombre mitjà de persones que vivien en cada família era de 3,84.
Per edats la població es repartia de la següent manera: un 39% tenia menys de 18 anys, un 13,1% entre 18 i 24, un 25,1% entre 25 i 44, un 15,4% de 45 a 60 i un 7,3% 65 anys o més.
L'edat mediana era de 24 anys. Per cada 100 dones de 18 o més anys hi havia 85,9 homes.
La renda mediana per habitatge era de 40.417 $ i la renda mediana per família de 42.292 $. Els homes tenien una renda mediana de 33.571 $ mentre que les dones 21.875 $. La renda per capita de la població era de 15.287 $. Entorn del 7% de les famílies i el 12,9% de la població estaven per davall del llindar de pobresa.

## Poblacions més properes
El següent diagrama mostra les poblacions més properes.